# 陈剑虹 (1969年)
陈剑虹，MH（1969年1月20日—），中国男子游泳运动员、教练。他曾参加1988年夏季奥运会和1992年夏季奥运会游泳比赛，还曾获得2枚亚洲运动会游泳比赛金牌。